# سنديان صخري
سنديان صخري أو بلوط قوي (الاسم العلمي: Quercus petraea)، نوع نبات من جنس السنديان وفصيلة الزانية. موطنه معظم أوروبا وفي الأناضول وإيران.